# Грос Витензе
Грос Витензе (њем. Groß Wittensee) општина је у њемачкој савезној држави Шлезвиг-Холштајн. Једно је од 165 општинских средишта округа Рендсбург. Према процјени из 2010. у општини је живјело 1.132 становника. Посједује регионалну шифру (AGS) 1058066.

## Географски и демографски подаци
Грос Витензе се налази у савезној држави Шлезвиг-Холштајн у округу Рендсбург. Општина се налази на надморској висини од 10 метара. Површина општине износи 23,6 km². У самом мјесту је, према процјени из 2010. године, живјело 1.132 становника. Просјечна густина становништва износи 48 становника/km².